# 우크라이나를 지지하는 노벨상 수상자들의 2022년 공개 서한
2022년 3월 1일, 2022년 러시아의 우크라이나 침공 이후 우크라이나를 지지하는 노벨상 수상자 그룹의 공개 서한이 게재되었다. 서한은 영어, 러시아어, 우크라이나어로 동시에 출판되었다. 200명 이상의 노벨상 수상자들이 공개 서한에 서명했다.

## 개요
서한의 시작 부분에서 서명한 노벨상 수상자들은 러시아의 우크라이나 침공에 직면한 우크라이나 국민의 독립과 우크라이나 국가의 자유에 대한 지지를 표명했다. 공개서한은 전날 노벨상 수상자에게 배포된 뒤 3월 2일 온라인에 게재됐다. 공개 서한에는 러시아 침공의 부당한 잔혹 행위와 유엔 헌장 위반에 대한 비판과 함께 우크라이나에서 러시아 군대의 철수를 요구하는 내용이 담겨 있다. 서한에는 침공을 지시한 블라디미르 푸틴 러시아 대통령과 러시아 일반 대중의 행동과 견해를 구별한다는 견해도 포함돼 있다. 서한에는 러시아 국민이 침략에 연루되었거나 책임이 있다고 믿지 않는다고 명시되어 있다.
공개 서한 자체 외에도 유명 인사들의 개별 성명 몇 개가 공개 서한을 호스팅한 동일한 웹사이트에 게시되었다. 여기에는 지미 카터, 버락 오바마 전 미국 대통령, 14대 달라이 라마의 개인 성명이 포함된다.
이 서한의 초안은 노벨상 수상자 로알드 호프만이 작성했다. 유대인인 호프만의 가족은 1943년 1월부터 1944년 6월까지 18개월 동안 나치로부터 우크라이나인들에 의해 숨겨졌다. 그는 또한 대학원 시절 러시아에서 1년을 보냈다. 그는 자신의 초안을 동료 노벨상 수상자 리처드 J. 로버츠에게 보냈다. 로버츠는 수상자들이 관심을 갖고 있는 문제를 공개하는 웹사이트 nlcampaigns.org를 운영하고 있다. 그는 홈페이지를 통해 서한을 공유하고 서명을 받았다.

## 서명자 목록
- 피터 아그리
- 제임스 P. 앨리슨
- 하비 J. 올터
- 아마노 히로시
- 베르너 아르버
- 오스카르 아리아스
- 프랜시스 아널드
- 리처드 액설
- 데이비드 볼티모어
- 배리 배리시
- 요하네스 게오르크 베드노르츠
- 카를루스 필리프 시메느스 벨루
- 폴 버그
- 브루스 보이틀러
- 엘리자베스 블랙번
- 마이클 스튜어트 브라운
- 린다 B. 벅
- 윌리엄 C. 캠벨 (과학자)
- 마리오 카페키
- 지미 카터
- 토머스 체크
- 마틴 챌피
- 에마뉘엘 샤르팡티에
- 스티븐 추
- 아론 치에하노베르
- 존 맥스웰 쿳시
- 일라이어스 제임스 코리
- 로버트 컬
- 앵거스 디턴
- 요한 다이젠호퍼
- 제니퍼 다우드나
- 자크 뒤보셰
- 시린 에바디
- 로버트 엥글
- 게르하르트 에르틀
- 유진 파마
- 앤드루 파이어
- 요아힘 프랑크
- 제롬 아이작 프리드먼
- 리마 보위
- 라이베리아
- 안드레 가임
- 라인하르트 겐첼
- 앤드리아 M. 게즈
- 셸던 리 글래쇼
- 조지프 L. 골드스타인
- 캐럴 그라이더
- 데이비드 그로스
- 덩컨 홀데인
- 슬로베니아
- 제프리 C. 홀
- 존 L. 홀
- 세르주 아로슈
- 올리버 하트
- 릴런드 H. 하트웰
- 클라우스 하셀만
- 하랄트 추어 하우젠
- 리처드 헨더슨
- 더들리 허슈바크
- 아브람 헤르슈코
- 로알드 호프만
- 율레스 호프만
- 룩셈부르크
- 벵트 홀름스트룀
- 혼조 다스쿠
- 헤라르뒤스 엇호프트
- 하워드 로버트 호비츠
- 마이클 호턴 (바이러스학자)
- 로베르트 후버
- 팀 헌트
- 루이스 이그내로
- 가즈오 이시구로
- 엘프리데 옐리네크
- 데이비드 줄리어스
- 윌리엄 케일린 주니어
- 가지타 다카아키
- 에릭 캔들
- 타우왁쿨 카르만
- 볼프강 케털리
- 클라우스 폰 클리칭
- 브라이언 코빌카
- 로저 콘버그
- 마이클 코스털리츠
- 핀 쉬들란
- 제14대 달라이 라마
- 리위안저
- 로버트 레프코위츠
- 앤서니 레깃
- 장마리 렌
- 마이클 레빗
- 토마스 린달
- 베냐민 리스트
- 로더릭 매키넌
- 데이비드 맥밀런
- 배리 마셜
- 에릭 매스킨
- 존 C. 매더
- 미셸 마요르
- 아서 B. 맥도널드
- 대니얼 맥패든
- 크레이그 멜로
- 로버트 C. 머턴
- 하르트무트 미헬
- 폴 밀그럼
- 폴 L. 모드리치
- 윌리엄 머너
- 에드바르 모세르
- 마이브리트 모세르
- 제라르 무루
- 헤르타 뮐러
- 루마니아
- 페리드 머래드
- 로저 마이어슨
- 에르빈 네어
- 노요리 료지
- 폴 너스
- 크리스티아네 뉘슬라인폴하르트
- 버락 오바마
- 존 오키프
- 오스미 요시노리
- 오르한 파무크
- 아뎀 파타푸티언
- 제임스 피블스
- 에드먼드 펠프스
- 윌리엄 대니얼 필립스
- 데이비드 폴리처
- 스탠리 B. 프루시너
- 벤카트라만 라마크리슈난
- 피터 J. 랫클리프
- 마리아 레사
- 찰스 M. 라이스
- 애덤 리스
- 리처드 J. 로버츠
- 마이클 로스배시
- 앨빈 로스
- 제임스 로스먼
- 베르트 자크만
- 후안 마누엘 산토스
- 카일라시 사티아르티
- 장피에르 소바주
- 랜디 셰크먼
- 브라이언 슈밋
- 그레그 L. 서멘자
- 필립 앨런 샤프
- 칼 배리 샤플리스
- 단 셰흐트만
- 로버트 J. 실러
- 시라카와 히데키
- 해밀턴 O. 스미스
- 월레 소잉카
- 프레이저 스토더트
- 호르스트 루트비히 슈퇴르머
- 도나 스트리클런드
- 잭 쇼스택
- 조지프 후턴 테일러 주니어
- 킵 손
- 도네가와 스스무
- 대니얼 추이
- 해럴드 엘리엇 바머스
- 존 E. 워커
- 아리에 와르셸
- 라이너 바이스
- 스탠리 휘팅엄
- 에릭 F. 위샤우스
- 토르스텐 비셀
- 프랭크 윌첵
- 조디 윌리엄스
- 데이비드 J. 와인랜드
- 쿠르트 뷔트리히
- 야마나카 신야
- 마이클 W. 영